# Det allra bästa 1999–2009
Det allra bästa 1999–2009 är ett samlingsalbum av den svenska vissångerskan Sofia Karlsson, utgivet 2009.

## Låtlista

### CD 1
1. "Jag spelar för livet"
2. "Jag väntar"
3. "Flickan och kråkan"
4. "Dina händer Göteborg"
5. "Vaggvisa"
6. "Valsen till mig"
7. "Visa från Kåkbrinken"
8. "Två tungor"
9. "Du liv..."
10. "Du var där"
11. "Skärmarbrink"
12. "Milrök"
13. "Jag har drömt"
14. "Omkring tiggar'n från Luossa"
15. "Om dagen"
16. "Stjärnor över Asahikawa"
17. "Alltid nära dig"
18. "Till min syster"

### CD 2
1. "Stjärnebloss"
2. "Ett gammalt bergtroll"
3. "Minnet"
4. "Näktergalen"
5. "Telegram för Lucidor"
6. "Där du andas"
7. "Helga Andersson"
8. "Sång till frihet"
9. "Brist Hjerta"
10. "Jag står här på ett torg"
11. "Andra sidan"
12. "Jag längtar"
13. "Norr om Eden"
14. "Frid på jord"

## Mottagande
Skivan snittar på 4,2/5 på Kritiker.se, baserat på sex recensioner.

## Listplaceringar
| Lista (2009) | Topplacering |
| ------------ | ------------ |
| Sverige      | 18           |

### Fotnoter
1. ↑  ”Det allra bästa 1999-2009”. Discogs.com. http://www.discogs.com/Sofia-Karlsson-Det-Allra-B%C3%A4sta-1999-2009/release/2439737. Läst 14 maj 2012.
2. ↑  ”Det allra bästa 1999-2009”. Kritiker.se. https://kritiker.se/skivor/sofia-karlsson/det-allra-basta-19992009/. Läst 14 maj 2012.
3. ↑  Placeringar på den svenska albumlistan